# هرتفوردشر
هرتفوردشر (به انگلیسی: Hertfordshire) یکی از شهرستان کشور انگلستان است که در ناحیه شرق انگلستان قرار دارد.
این شهرستان در سال ۲۰۱۱ میلادی ۱٬۱۱۹٬۸۰۰ نفر جمعیت داشته و مرکز آن شهر هرتفورد است.

## بخش‌ها
1. بخش تری ریورز
2. واتفورد
3. هرتسمر
4. ولوین هتفیلد
5. بورو آف بروکسبورن
6. هرتفوردشر شرقی
7. استیون‌اج
8. هرتفوردشر شمالی
9. سیتی آف سنت آلبانز
10. ماکروم